# Charles Guetta
Pour les articles homonymes, voir Guetta.
 (janvier 2016).
Si vous disposez d'ouvrages ou d'articles de référence ou si vous connaissez des sites web de qualité traitant du thème abordé ici, merci de compléter l'article en donnant les références utiles à sa vérifiabilité et en les liant à la section « Notes et références ».
Charles Guetta est un homme d'affaires marocain, né le 30 juillet 1921 à Gabès et mort le 10 juillet 1971 lors de la tentative coup d'État de Skhirat, au Maroc.

## Biographie
Il suit des études à la faculté d’Alger où il se lie d’amitié avec Jean Daniel.
S’engageant avec lui dans la 2e D.B., il passe plusieurs mois en sa compagnie à Casablanca.
Allié aux Benazéraf, de richissimes sujets du roi Hassan II, il se constitue une importante fortune en assurant la distribution BMW en Afrique du Nord puis en investissant dans le matériel de forage au Texas. Il est ainsi le directeur général de Varel-Europe et le PDG de la Compagnie industrielle et commerciale de France.
Bien qu’éloigné des idées de gauche de son ami Jean Daniel, il investit dans Le Nouvel Observateur lorsque ce dernier le lui demande. Le 15 décembre 1970, il crée donc la SA Club du Nouvel Observateur dont il assure la présidence et dont il est actionnaire à hauteur de 94 % (235 000 FF), les autres actionnaires (Claude Perdriel, Jean Daniel, Hector de Galard, Serge Lafaurie, Maurice Fleuret et Michèle Daniel) n’en contrôlant chacun qu’un pour cent. Parallèlement, il entre au Conseil d'administration de la société éditrice du journal, la SA du Nouvel Observateur du Monde.
Avec ses parts dans le capital, il renforce la position de son ami par rapport à Claude Perdriel. Mais en juillet 1971, ce familier du roi du Maroc Hassan II meurt lors du coup d'État de Skhirat, assassiné dans le palais royal.